# Ariane 1
Ariane 1 a fost o rachetă purtătoare proiectată pentru a transporta sateliți pe orbită geostaționară sau orbită terestră joasă.